# 10690 Massera
10690 Massera è un asteroide della fascia principale. Scoperto nel 1981, presenta un'orbita caratterizzata da un semiasse maggiore pari a 3,2032944 UA e da un'eccentricità di 0,1210785, inclinata di 6,10434° rispetto all'eclittica.